# Alveslohe
Alveslohe är en kommun och ort i Kreis Segeberg i förbundslandet Schleswig-Holstein i Tyskland.
Kommunen ingår i kommunalförbundet Amt Kaltenkirchen-Land tillsammans med ytterligare fem kommuner. Motorvägen A7 som även är en del av E45 går förbi Alveslohe.